# Nokturn cis-moll Lento con gran espressione (Chopin)

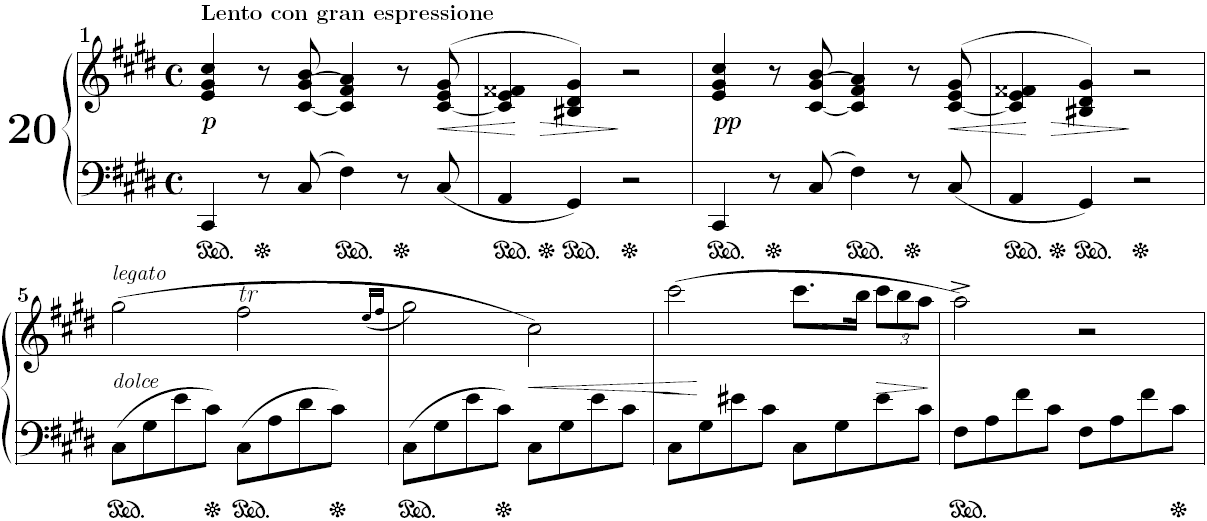
Pierwsze takty Nokturnu cis-moll op. posth. Fryderyka Chopina

Nokturn cis-moll Lento con gran espressione op. posth. – utwór skomponowany przez Fryderyka Chopina w 1830 roku. Wydany po raz pierwszy w Poznaniu 5 stycznia 1875 w oficynie wydawniczej Leitgeber. W zbiorze oprócz Lento con gran espressione znalazły się wówczas jeszcze trzy utwory: Mazurek D-dur, Mazurek G-dur i Mazurek B-dur. Miniatura została po raz pierwszy wydana dzięki staraniom Marcelego Antoniego Schulza, autora pierwszej polskiej monografii poświęconej Chopinowi.
W pierwszym, poznańskim wydaniu utwór zatytułowany był Adagio. Wydany po raz kolejny – w dodatku nutowym do 580. numeru „Echa Muzycznego, Teatralnego i Artystycznego” z 1894 r. – nosił tytuł Adagio Nokturn „Reminiscencya”. Określenie „Adagio” nie przyjęło się jednak i kolejni wydawcy pozostali przy nazwie Nokturn. Również Karol Mikuli włączył kompozycję do zbioru nokturnów w swoim wydaniu wszystkich dzieł Chopina.
Ludwika Jędrzejewiczowa, siostra kompozytora w spisie niewydanych za życia Chopina utworów nazwała kompozycję „Lento w rodzaju nokturnu” i opatrzyła dopiskiem: „posłane mi z Wiednia”.
Utwór powstał podczas pobytu Chopina w Wiedniu, najprawdopodobniej jeszcze zanim dotarła do kompozytora wiadomość o wybuchu powstania listopadowego. Chopin przesłał go swojej siostrze Ludwice do Warszawy z dedykacją  „siostrze Ludwice – dla wprawy, zanim się zabierze do mego drugiego Koncertu”.
Utwór napisany został w tonacji cis-moll i metrum 4/4 ma formę repryzową. W środkowej części pojawiają się, rzadko stosowane przez Chopina autocytaty, z Koncertu f–moll (z pierwszej i ostatniej części) oraz z pieśni Życzenie.